# قزاق‌لاروو
قزاق‌لاروو (انگلیسی: Kazaklarovo) یک شهرک در شهرستان دیورتیورلینسکی در استان باشقیرستان کشور روسیه است.